# Aussac-Vadalle
Aussac-Vadalle est une commune du Sud-Ouest de la France, située dans le département de la Charente (région Nouvelle-Aquitaine).

## Géographie

### Localisation et accès
Aussac-Vadalle est une commune située à 19 km au nord d'Angoulême.
Aussac-Vadalle est aussi à 2 km au nord-est de Tourriers, 5,5 km au nord-est de Saint-Amant-de-Boixe, chef-lieu de son canton et 6 km au sud de Mansle.
La route nationale 10 entre Angoulême et Poitiers, aménagée en voie express 2x2 voies, traverse l'ouest de la commune. La commune est aussi traversée par la D 15, de Saint-Angeau à Montignac, qui traverse Vadalle, la D 115 qui traverse Aussac, et la D 40 (dite route de la Duchesse) qui va de La Rochefoucauld à Mansle et traverse le nord-est de la commune par Ravaud.
Aussac-Vadalle est à 10 km au nord de l'aéroport d'Angoulême et la gare la plus proche est celle d'Angoulême (TER et TGV, Paris, Bordeaux, Saintes, Royan, Poitiers, Limoges), ou celle de Luxé à 11 km pour aller (TER Angoulême, Poitiers).

### Hameaux et lieux-dits
Par ordre décroissant d'importance :
- Vadalle (où est située la mairie)
- Ravaud
- Aussac
- la Grange
- chez Bourrier
- Puymerle
- le Chalet de la Boixe
- le Moulin de Ravaud

### Communes limitrophes
| Maine-de-Boixe                     | Nanclars       | Val-de-Bonnieure |
| Saint-Amant-de-Boixe, Villejoubert | Aussac-Vadalle |                  |
| Tourriers                          | Jauldes        | Coulgens         |

### Géologie et relief
Le sol de la commune est constitué d'un plateau calcaire datant du Jurassique supérieur (Oxfordien terminal, Kimméridgien). Il fait partie du plateau de la Boixe et de la Braconne, de nature karstique. Quelques petites zones de grèzes occupent certains endroits : à l'est d'Aussac, et entre le château de la Boixe et la route nationale 10,,.
Le point culminant de la commune est à une altitude de 163 m, situé près du bourg d'Aussac (borne IGN). Le point le plus bas est à 84 m, situé sur la limite orientale. Le bourg d'Aussac est à 150 m d'altitude et celui de Vadalle à 120 m d'altitude.

### Hydrographie

#### Réseau hydrographique

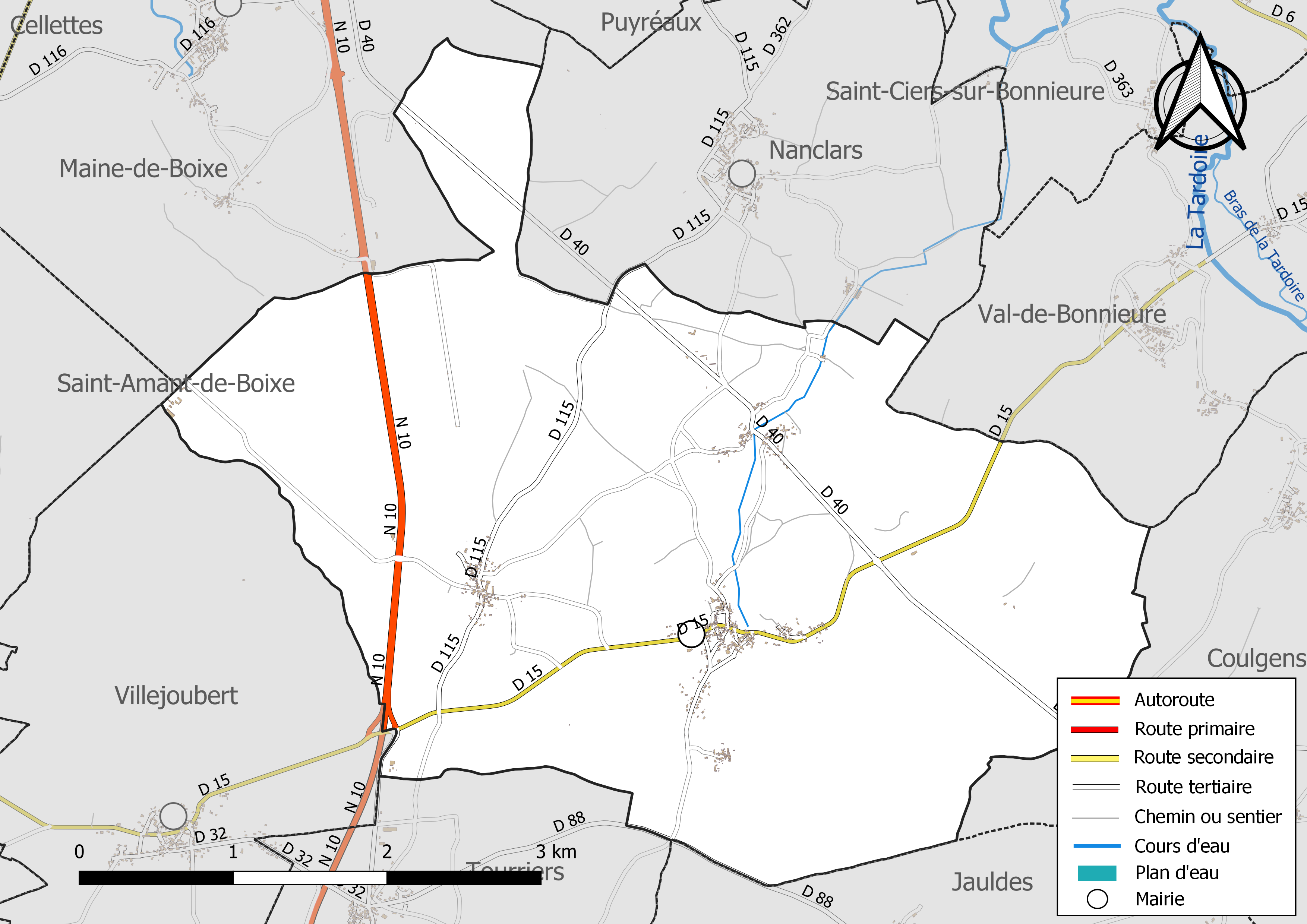
Réseaux hydrographique et routier d'Aussac-Vadalle.

La commune est située dans  le bassin versant de la Charente au sein  du Bassin Adour-Garonne. Elle est drainée par un petit cours d'eau, de 2 km de longueur totale,.
On peut toutefois signaler le vallon de Vadalle, où il y a quelques fontaines et un ruisseau intermittent. Ce ruisseau n'est permanent qu'entre Ravaud et le moulin de Ravaud. Il s'écoule vers le nord-est et s'infiltre avant d'atteindre la Tardoire plus au nord.

#### Gestion des cours d'eau
Le territoire communal est couvert par le schéma d'aménagement et de gestion des eaux (SAGE) « Charente ». Ce document de planification, dont le territoire correspond au bassin de la Charente, d'une superficie de 9 300 km2, a été approuvé le 19 novembre 2019. La structure porteuse de l'élaboration et de la mise en œuvre est l'établissement public territorial de bassin Charente. Il définit sur son territoire les objectifs généraux d’utilisation, de mise en valeur et de protection quantitative et qualitative des ressources en eau superficielle et souterraine, en respect des objectifs de qualité définis dans le troisième SDAGE  du Bassin Adour-Garonne qui couvre la période 2022-2027, approuvé le 10 mars 2022.

### Climat
Comme dans les trois quarts sud et ouest du département, le climat est océanique aquitain.

### Végétation
La forêt de Boixe s'étend en partie sur la commune, bien qu'une importante déforestation l'ait décimée à partir du Moyen Âge.

### Dialectes
La commune marque l'extrémité occidentale de la langue d'oc en Charente, dialecte marchois, avec la langue d'oil, dialecte saintongeais.

## Urbanisme

### Typologie
Au 1er janvier 2024, Aussac-Vadalle est catégorisée commune rurale à habitat dispersé, selon la nouvelle grille communale de densité à 7 niveaux définie par l'Insee en 2022.
Elle est située hors unité urbaine. Par ailleurs la commune fait partie de l'aire d'attraction d'Angoulême, dont elle est une commune de la couronne,. Cette aire, qui regroupe 94 communes, est catégorisée dans les aires de 50 000 à moins de 200 000 habitants,.

### Occupation des sols
L'occupation des sols de la commune, telle qu'elle ressort de la base de données européenne d’occupation biophysique des sols Corine Land Cover (CLC), est marquée par l'importance des territoires agricoles (61,1 % en 2018), une proportion sensiblement équivalente à celle de 1990 (60,5 %). La répartition détaillée en 2018 est la suivante : 
terres arables (57,6 %), forêts (32,4 %), zones agricoles hétérogènes (3,6 %), mines, décharges et chantiers (3,5 %), zones urbanisées (3 %). L'évolution de l’occupation des sols de la commune et de ses infrastructures peut être observée sur les différentes représentations cartographiques du territoire : la carte de Cassini (XVIIIe siècle), la carte d'état-major (1820-1866) et les cartes ou photos aériennes de l'IGN pour la période actuelle (1950 à aujourd'hui).

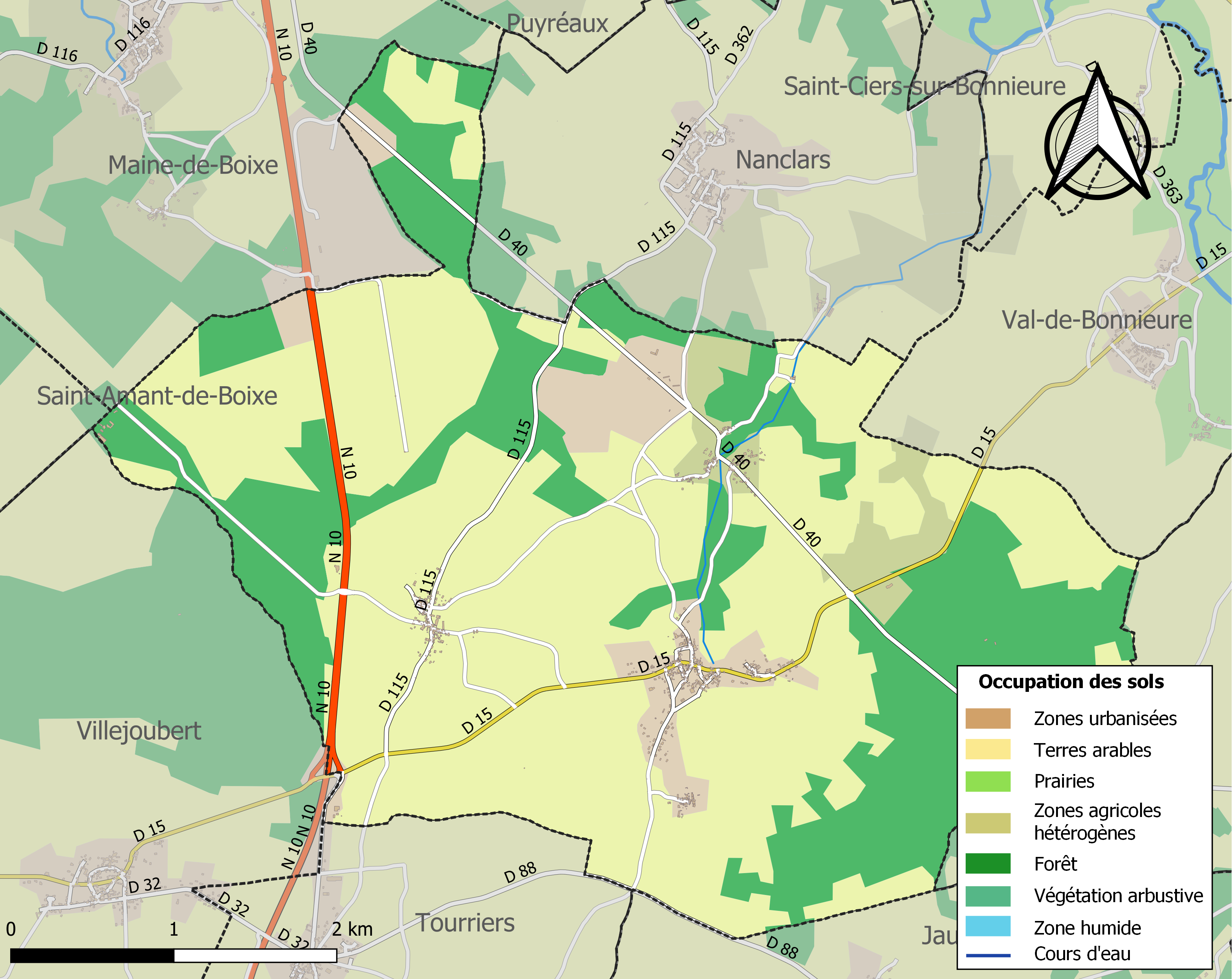
Carte des infrastructures et de l'occupation des sols de la commune en 2018 (CLC).

### Risques majeurs
Le territoire de la commune d'Aussac-Vadalle est vulnérable à différents aléas naturels : météorologiques (tempête, orage, neige, grand froid, canicule ou sécheresse) et séisme (sismicité modérée). Il est également exposé à un risque technologique,  le transport de matières dangereuses. Un site publié par le BRGM permet d'évaluer simplement et rapidement les risques d'un bien localisé soit par son adresse soit par le numéro de sa parcelle.

#### Risques naturels

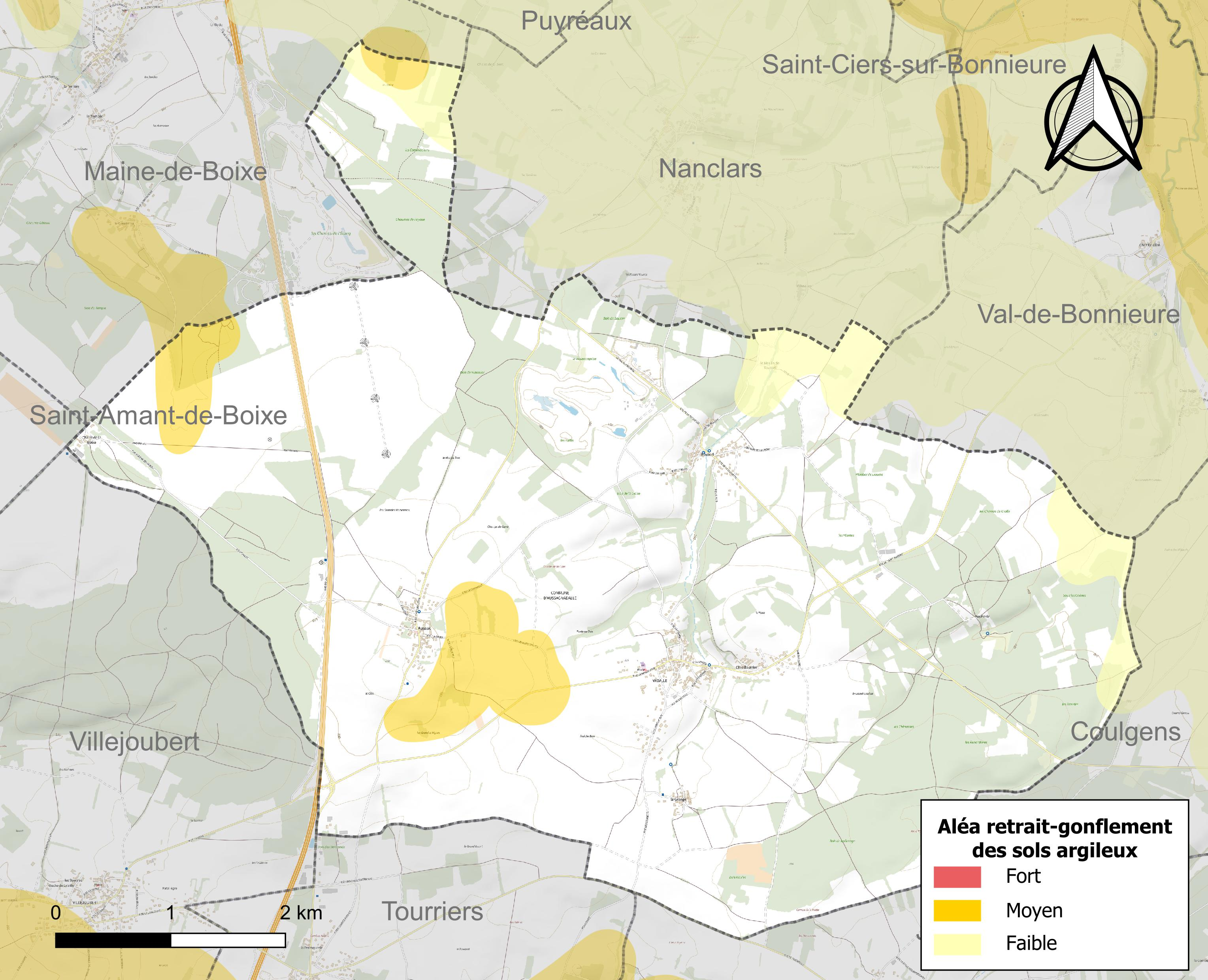
Carte des zones d'aléa retrait-gonflement des sols argileux d'Aussac-Vadalle.

Le retrait-gonflement des sols argileux est susceptible d'engendrer des dommages importants aux bâtiments en cas d’alternance de périodes de sécheresse et de pluie. 5,4 % de la superficie communale est en aléa moyen ou fort (67,4 % au niveau départemental et 48,5 % au niveau national). Sur les 270 bâtiments dénombrés sur la commune en 2019,  1 sont en aléa moyen ou fort, soit 0 %, à comparer aux 81 % au niveau départemental et 54 % au niveau national. Une cartographie de l'exposition du territoire national au retrait gonflement des sols argileux est disponible sur le site du BRGM,.
Par ailleurs, afin de mieux appréhender le risque d’affaissement de terrain, l'inventaire national des cavités souterraines permet de localiser celles situées sur la commune.
La commune a été reconnue en état de catastrophe naturelle au titre des dommages causés par les inondations et coulées de boue survenues en 1982, 1983 et 1999. Concernant les mouvements de terrains, la commune a été reconnue en état de catastrophe naturelle au titre des dommages causés par la sécheresse en 2005 et par des mouvements de terrain en 1999.

#### Risques technologiques
Le risque de transport de matières dangereuses sur la commune est lié à sa traversée par une ou des infrastructures routières ou ferroviaires importantes ou la présence d'une canalisation de transport d'hydrocarbures. Un accident se produisant sur de telles infrastructures est susceptible d’avoir des effets graves sur les biens, les personnes ou l'environnement, selon la nature du matériau transporté. Des dispositions d’urbanisme peuvent être préconisées en conséquence.

## Toponymie
Les formes anciennes sont Alciagus en 914, Auciacum et Vadales en 1308, Aussac au XIIe siècle,.
L'origine du nom d'Aussac remonterait à un personnage gallo-romain Alcius auquel est apposé le suffixe -acum, ce qui correspondrait au « domaine d'Alcius»,.

## Histoire
Au Moyen Âge, la paroisse d'Aussac était entièrement recouverte par la forêt de la Boixe. Au XIe siècle, Aussac et Vadalle n'étaient qu'une large clairière, entourée de tous côtés par la forêt. Les défrichements successifs ont fait reculer la forêt qui n'occupe plus aujourd'hui qu'une petite partie occidentale du territoire communal.
Le prieuré de Notre-Dame de Ravaud, de l'ordre de Grandmont, fondé en 1150, comptait en 1317 une vingtaine de membres. Il a été transféré au XVIIe siècle à l'annexe de Badeix, près de Nontron. Il n'en reste que quelques vestiges.
Le village de Ravaud est traversé par la D 40, dite route de la Duchesse. Une source prend naissance au centre du bourg, où se trouve une fontaine et le ruisseau traverse un beau lavoir avant de s'éloigner vers le moulin de Ravaud. On s'y rendait en pèlerinage lors de grandes sécheresses.
D'autres sources, la Font Bénite et Font Carabin, rejoignent le ruisseau en l'alimentant de façon régulière.
À Puymerle, dans la forêt, on trouve encore une petite chapelle qui faisait l'objet de frairies le 22 mai, fête patronale. C'était une cénobie dépendant de l'abbaye de Grosbot nommée Sainte-Quitterie, abandonnée après la campagne protestante de 1568.
Du logis de Puychaussac, qui a appartenu à différentes familles entre le XVIe et le XVIIIe siècle, il ne reste plus rien,.
Au XVIIIe siècle, les dindes élevées sur le territoire d'Aussac dans la forêt et nourries en automne aux glands et faînes étaient réputées sur le marché d'Angoulême.
En 1124, Vadalle a été le lieu d'un duel judiciaire entre l'abbé de Saint-Amant et une famille qui lui contestait une donation. L'affaire s'est finalement terminée en transaction.
Le bourg de Vadalle a depuis toujours une vocation économique dynamisée par la circulation sur la D.15 avant l'arrivée du chemin de fer, en particulier des rouliers qui transportaient du vin de Vars et Saint-Amant vers le Limousin et le Centre de la France, puis s'est ajoutée une activité administrative avec l'implantation de l'école et de la mairie.

## Politique et administration
La commune d'Aussac-Vadalle a été créée en 1793, puis elle est devenue Aussac en 1801. En 1985 elle est redevenue Aussac-Vadalle afin d'éviter des confusions avec d'autres communes.
| Période                                  | Période  | Identité          | Étiquette | Qualité                           |
| ---------------------------------------- | -------- | ----------------- | --------- | --------------------------------- |
| avant 1981                               | ?        | Henry Jean-Pierre | DVG       |                                   |
| avant 1995                               | ?        | Alain Laty        |           |                                   |
| depuis 1995                              | En cours | Gérard Liot       | DVD       | Directeur du SDITEC à la retraite |
| Les données manquantes sont à compléter. |          |                   |           |                                   |

## Démographie

### Évolution démographique
L'évolution du nombre d'habitants est connue à travers les recensements de la population effectués dans la commune depuis 1800. Pour les communes de moins de 10 000 habitants, une enquête de recensement portant sur toute la population est réalisée tous les cinq ans, les populations de référence des années intermédiaires étant quant à elles estimées par interpolation ou extrapolation. Pour la commune, le premier recensement exhaustif entrant dans le cadre du nouveau dispositif a été réalisé en 2007.

En 2022, la commune comptait 549 habitants, en évolution de +6,6 % par rapport à 2016 (Charente : −0,48 %, France hors Mayotte : +2,11 %).
| 1800 | 1806 | 1821 | 1831 | 1841 | 1846 | 1851 | 1856 | 1861 |
| ---- | ---- | ---- | ---- | ---- | ---- | ---- | ---- | ---- |
| 747  | 728  | 775  | 874  | 698  | 861  | 854  | 840  | 807  |

| 1866 | 1872 | 1876 | 1881 | 1886 | 1891 | 1896 | 1901 | 1906 |
| ---- | ---- | ---- | ---- | ---- | ---- | ---- | ---- | ---- |
| 710  | 724  | 769  | 728  | 667  | 567  | 519  | 515  | 596  |

| 1911 | 1921 | 1926 | 1931 | 1936 | 1946 | 1954 | 1962 | 1968 |
| ---- | ---- | ---- | ---- | ---- | ---- | ---- | ---- | ---- |
| 454  | 400  | 421  | 359  | 330  | 427  | 323  | 292  | 320  |

| 1975 | 1982 | 1990 | 1999 | 2006 | 2007 | 2012 | 2017 | 2022 |
| ---- | ---- | ---- | ---- | ---- | ---- | ---- | ---- | ---- |
| 315  | 333  | 387  | 385  | 400  | 402  | 502  | 513  | 549  |

### Pyramide des âges
La population de la commune est relativement jeune.
En 2018, le taux de personnes d'un âge inférieur à 30 ans s'élève à 33,4 %, soit au-dessus de la moyenne départementale (30,2 %). À l'inverse, le taux de personnes d'âge supérieur à 60 ans est de 24,9 % la même année, alors qu'il est de 32,3 % au niveau départemental.
En 2018, la commune comptait 260 hommes pour 251 femmes, soit un taux de 50,88 % d'hommes, largement supérieur au taux départemental (48,41 %).
Les pyramides des âges de la commune et du département s'établissent comme suit.
| Hommes | Classe d’âge | Femmes |
| ------ | ------------ | ------ |
| 0,4    | 90 ou +      | 0,8    |
| 4,2    | 75-89 ans    | 6,8    |
| 18,1   | 60-74 ans    | 19,6   |
| 20,0   | 45-59 ans    | 15,9   |
| 24,1   | 30-44 ans    | 23,3   |
| 11,1   | 15-29 ans    | 14,3   |
| 22,0   | 0-14 ans     | 19,3   |

| Hommes | Classe d’âge | Femmes |
| ------ | ------------ | ------ |
| 1      | 90 ou +      | 2,7    |
| 9,2    | 75-89 ans    | 12     |
| 20,6   | 60-74 ans    | 21,3   |
| 20,7   | 45-59 ans    | 20,3   |
| 16,8   | 30-44 ans    | 16     |
| 15,6   | 15-29 ans    | 13,4   |
| 16,1   | 0-14 ans     | 14,3   |

### Remarques
Aussac-Vadalle a commencé sa baisse démographique dans la deuxième moitié du XIXe siècle et l'a continuée durant un siècle. Elle a maintenant retrouvé sa population de 1931, moins de la moitié de celle du milieu du XIXe siècle.

## Économie

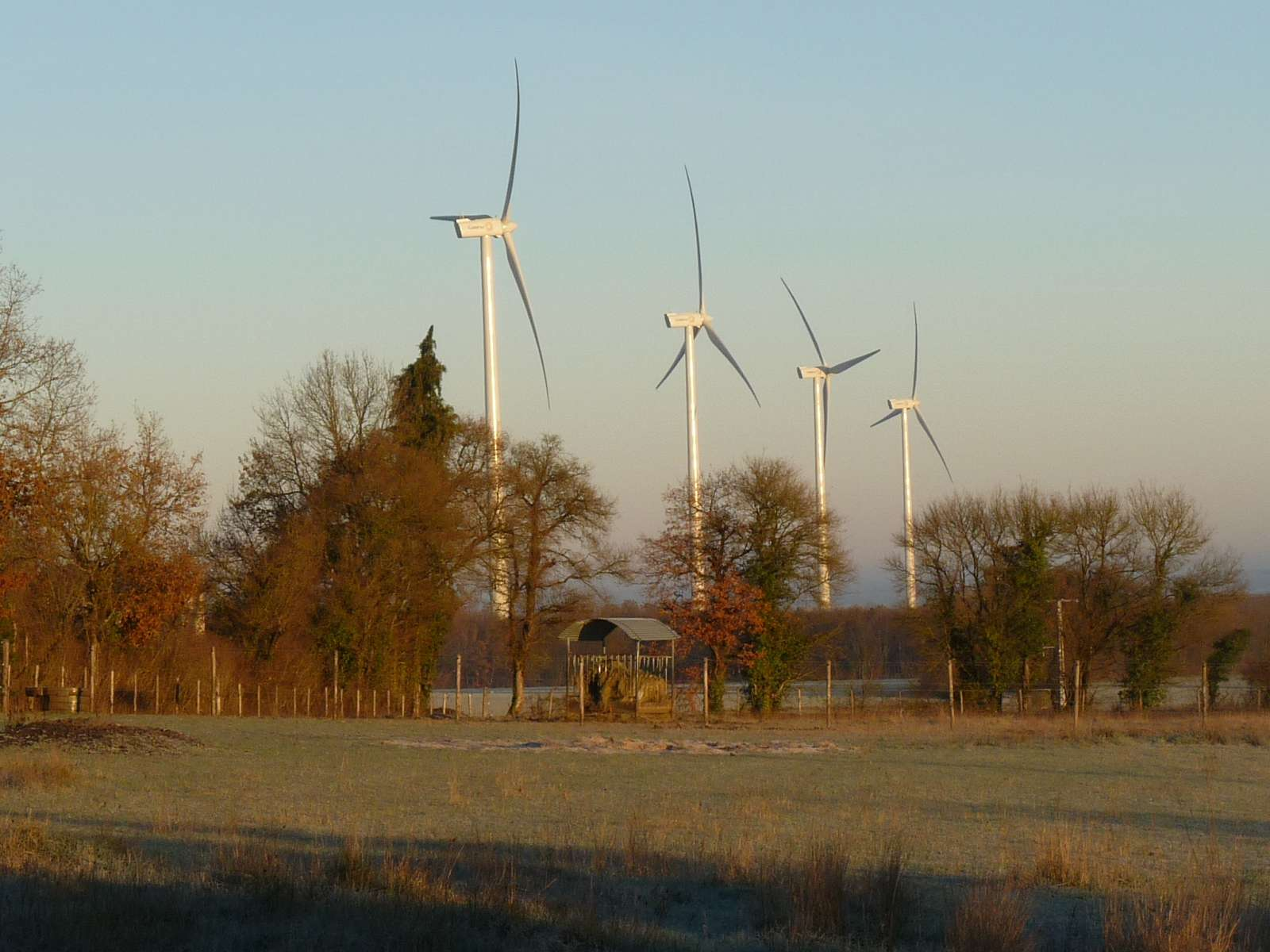
Les éoliennes vues de la route d'Aussac à Vadalle.

### Agriculture
L'agriculture est principalement céréalière. La viticulture occupe une petite partie de l'activité agricole. La commune est située dans les Fins Bois, dans la zone d'appellation d'origine contrôlée du cognac.

### Industrie
Sur 1 760 ha desservis par 50 km de chemin vivent 400 habitants (en 2006). L’activité économique principale est l’agriculture, bien que l’on trouve une petite entreprise de transport, une carrière et le restaurant "La Belle Cantinière" sur la N 10.
Le parc éolien d'Aussac-Vadalle a été construit en 2010. Il comporte quatre éoliennes, d'une puissance totale de 8 MW ce qui assure une production électrique et un nouveau revenu financier pour la commune et la communauté de communes de Boixe.

## Équipements, services et vie locale

### Enseignement
L'école est un regroupement pédagogique intercommunal entre Anais, Aussac-Vadalle et Tourriers.
Aussac-Vadalle et Tourriers accueillent des écoles élémentaires, Anais accueille l'école maternelle et l'école primaire.

### Autres équipements et services
Une salle des fêtes a été inaugurée en 2008 à Vadalle près de la mairie.

### Vie locale
La vie associative est très présente avec sept associations qui animent la commune.
Les principales manifestations sont la fête de Puymerle à l'Ascension, la course cycliste régionale en mai, le feu de la Saint-Jean et les championnats internationaux, nationaux et régionaux de tir sportif, et notamment le championnat de France de tir sur silhouette métallique tous les quatre ans.

## Culture locale et patrimoine

### Lieux et monuments

#### Patrimoine religieux

##### Église Saint-Pierre
L'église paroissiale Saint-Pierre d'Aussac dont l'existence est citée en 922 possède la litre funéraire de François VI, duc de La Rochefoucauld datant de 1680. L'origine de cette église donnée à l'abbaye de Saint-Amant-de-Boixe remonte au Xe siècle. Elle fut en partie reconstruite à la fin du XVIe siècle après les guerres de religion, avec un presbytère adjacent encore existant, vendu comme bien national à la Révolution. La voûte a été refaite au XIXe siècle et un clocher-mur ajouté. C'est lors de cette restauration que la litre funéraire a été découverte sur le latéral nord. Dans les années 2000, un chemin de croix a été peint par les peintres bénévoles de l'association Bandiat-Tardoire en réutilisant les cadres de chêne noir d'époque.

##### Ermitage de Puymerle
La clairière de Puymerle et le petit hameau abandonné qui abrite toujours les ruines de l'ermitage de Puymerle, une chapelle à demi enterrée dédiée à sainte Quitterie et dépendant de l'abbaye de Grosbot. Cette cénobie fût construite au XIIe siècle. L'endroit faisait l'objet d'un pèlerinage annuel le 22 mai, d'autant qu'il y avait un puits miraculeux,.

##### Celle grandmontaine
À Ravaud, on trouve les vestiges d'une celle grandmontaine, fondée entre 1150 et 1160 par le comte d'Angoulême Guillaume VI. En 1317, elle devient prieuré et les petites celles de Gandory, Beusault, Rauzet (Charente) et Badeix (Dordogne) lui sont unies,. Le bâtiment actuel date en partie du XVe siècle.

##### Chapelle funéraire
La chapelle néo-gothique située à côté de l'église d'Aussac était celle de l'ancien cimetière, et l'ancienne chapelle mortuaire de la famille Vallier, famille de notables d'Aussac, que la municipalité a tenu à conserver.

##### Croix
Toujours à Aussac, une croix de pierre marquée des signes des compagnons fait face à la petite chapelle funéraire située sur la place JB.Hériard qui fut le premier maire en 1790.

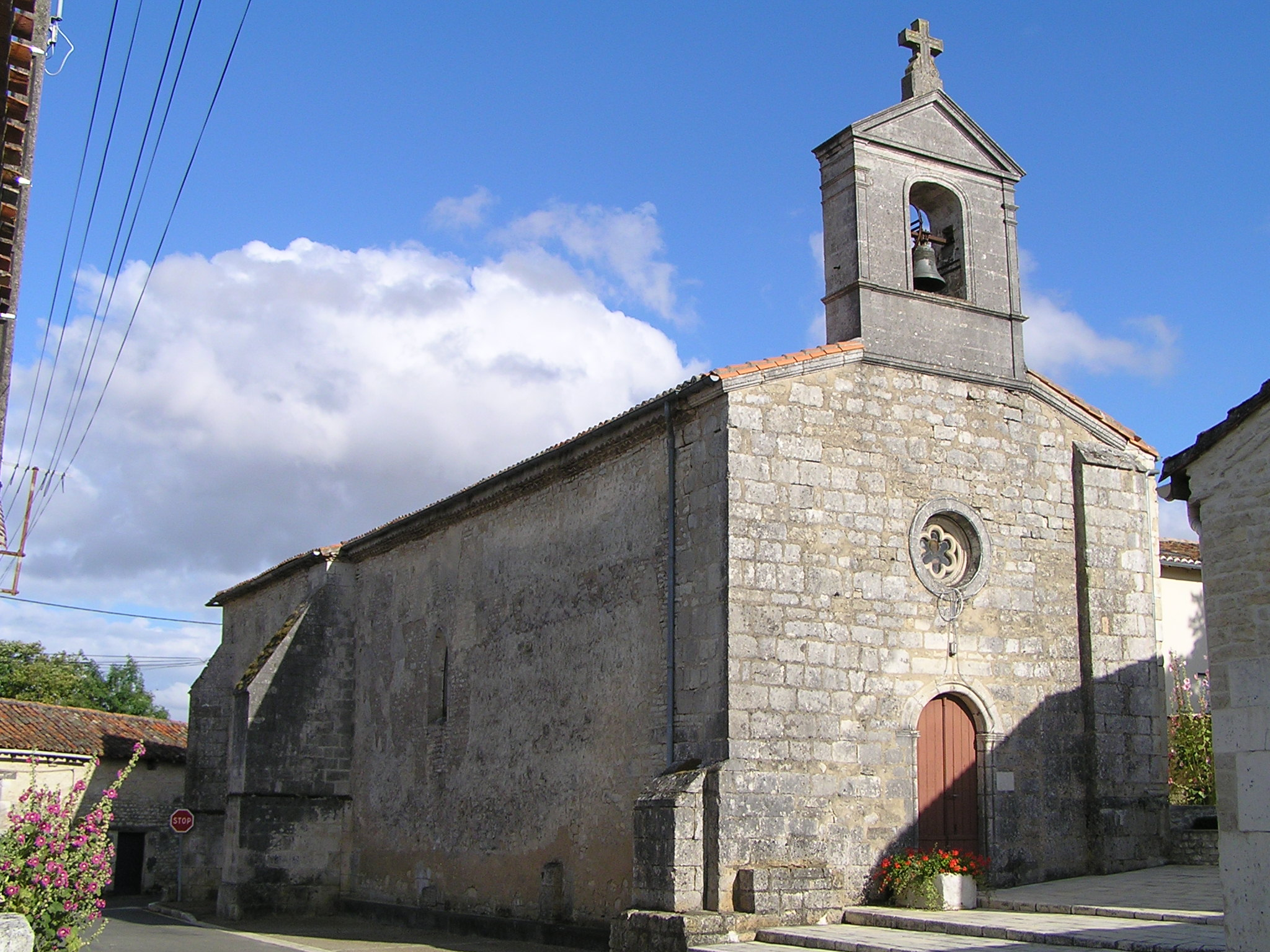
L'église Saint-Pierre d'Aussac.
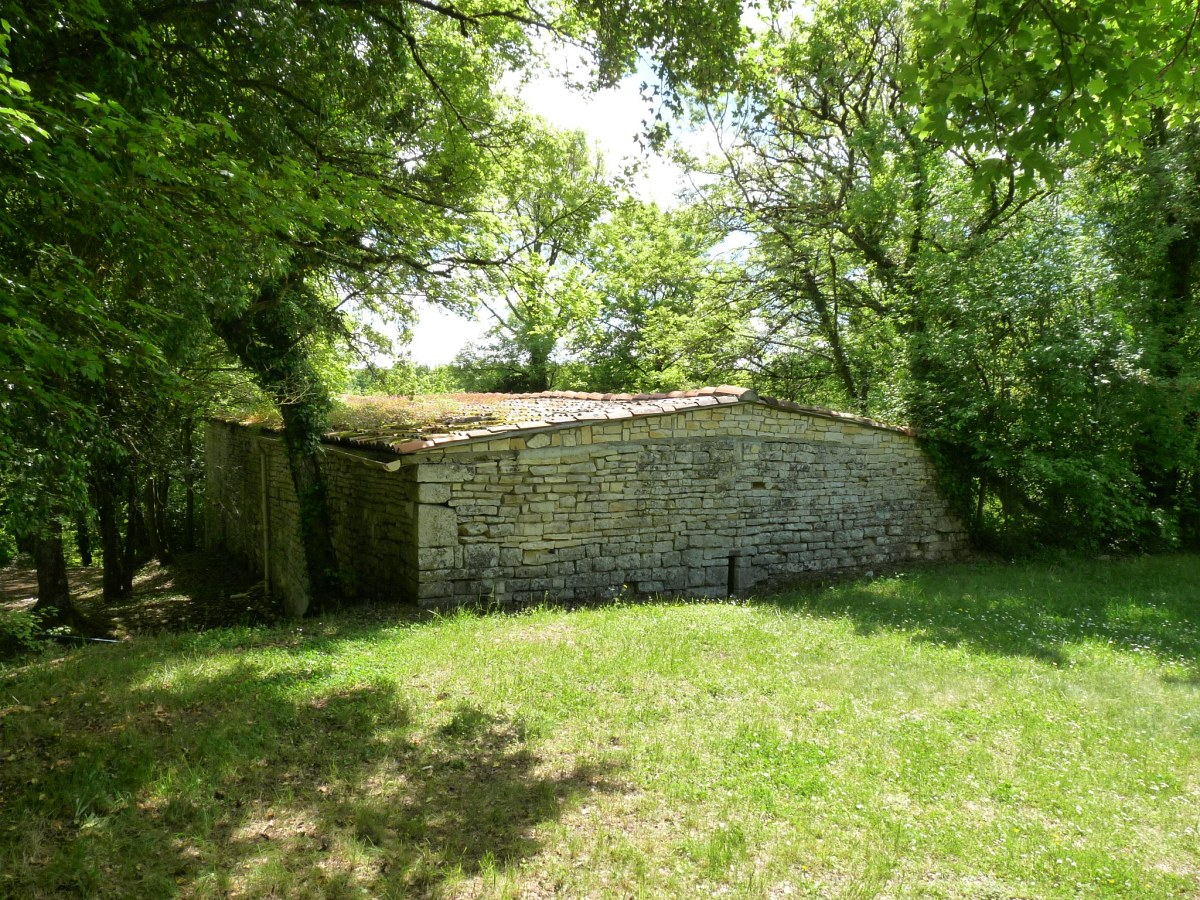
L'ermitage de Puymerle.
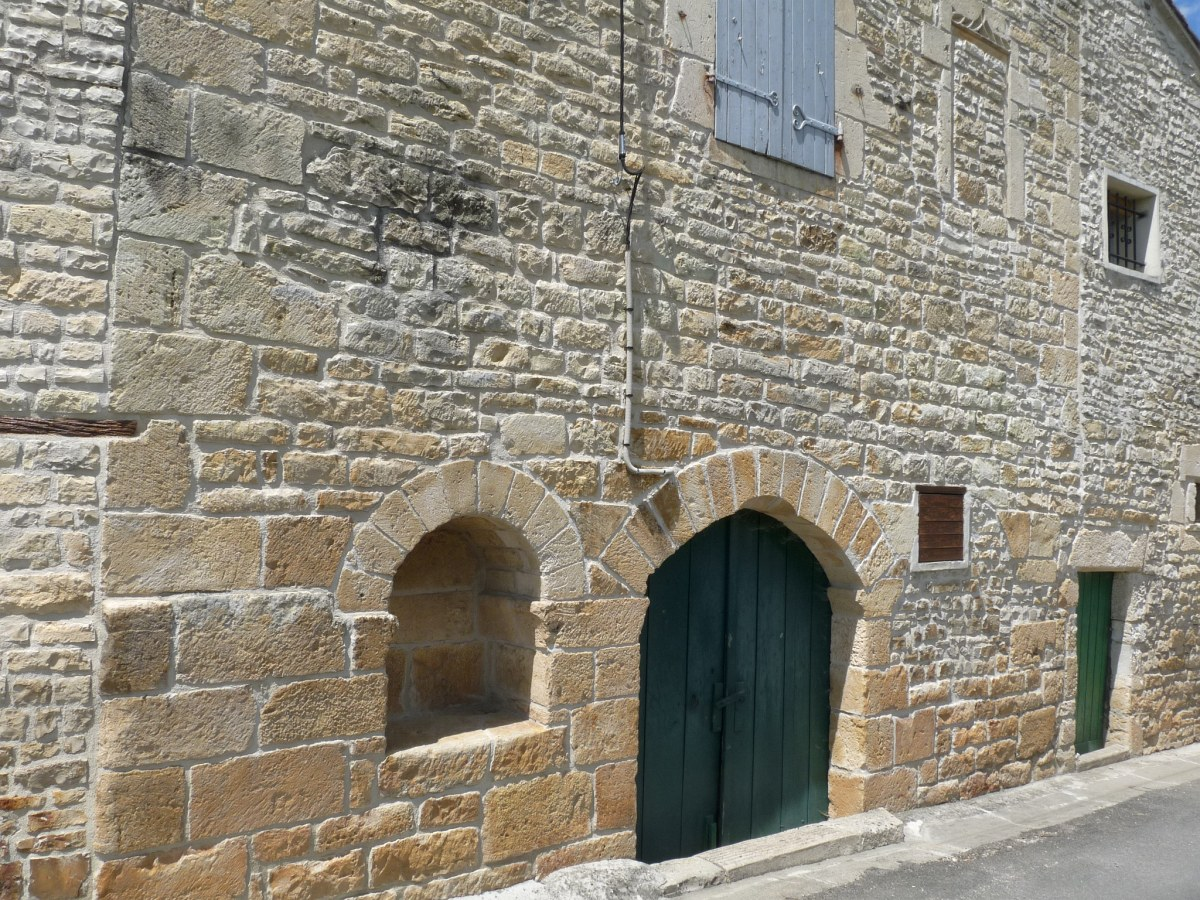
Le prieuré de Ravaud.
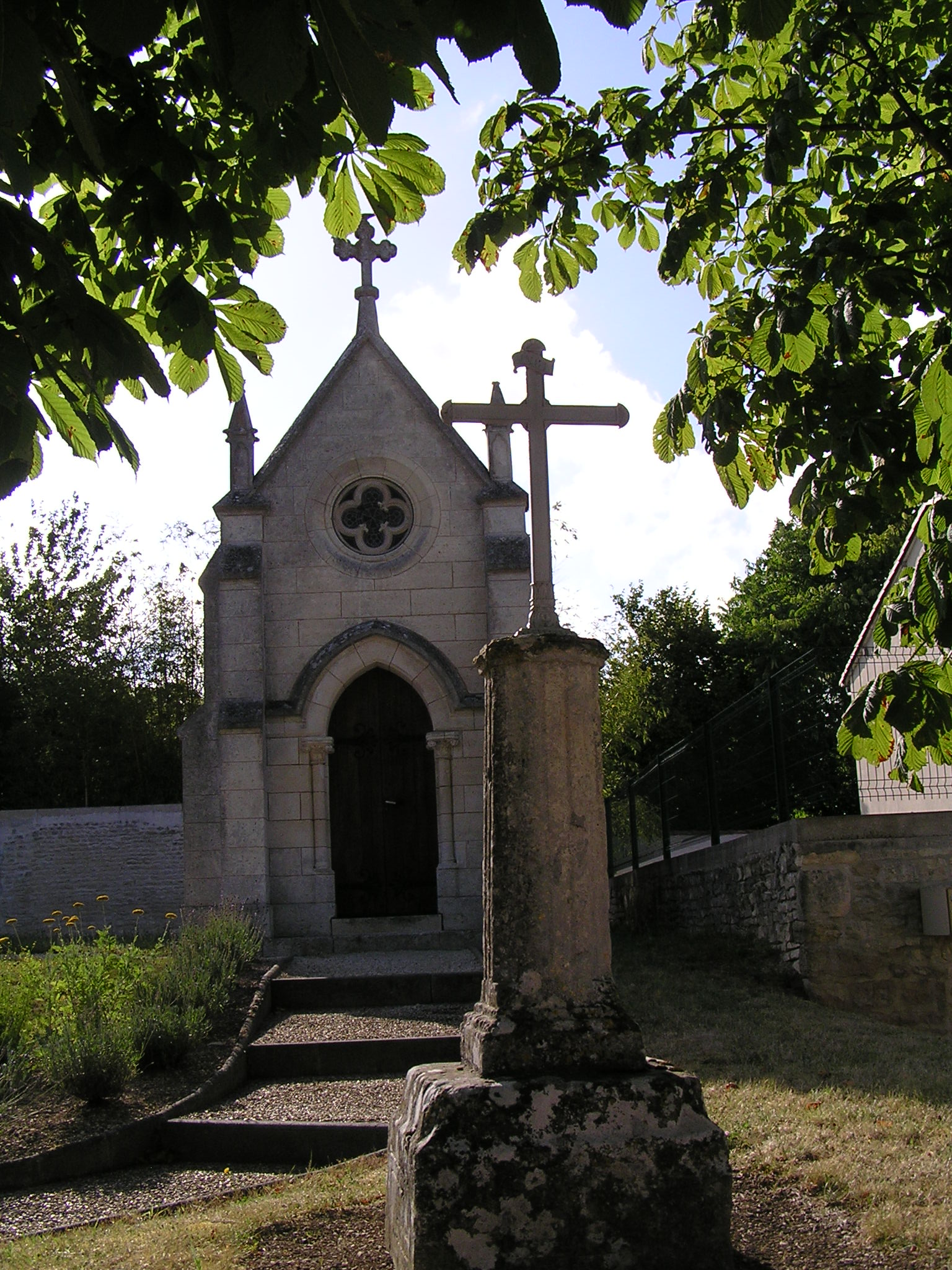
Chapelle funéraire et croix de pierre.

#### Patrimoine civil
Un réseau de souterrains médiévaux relie les maisons et les villages[réf. nécessaire].
Sont aussi à citer le chalet de la Boixe, où a séjourné le peintre Eugène Delacroix, et trois puits communaux.

### Personnalités liées à la commune
- Eugène Delacroix a séjourné au chalet de la Boixe.